# Salmiakki

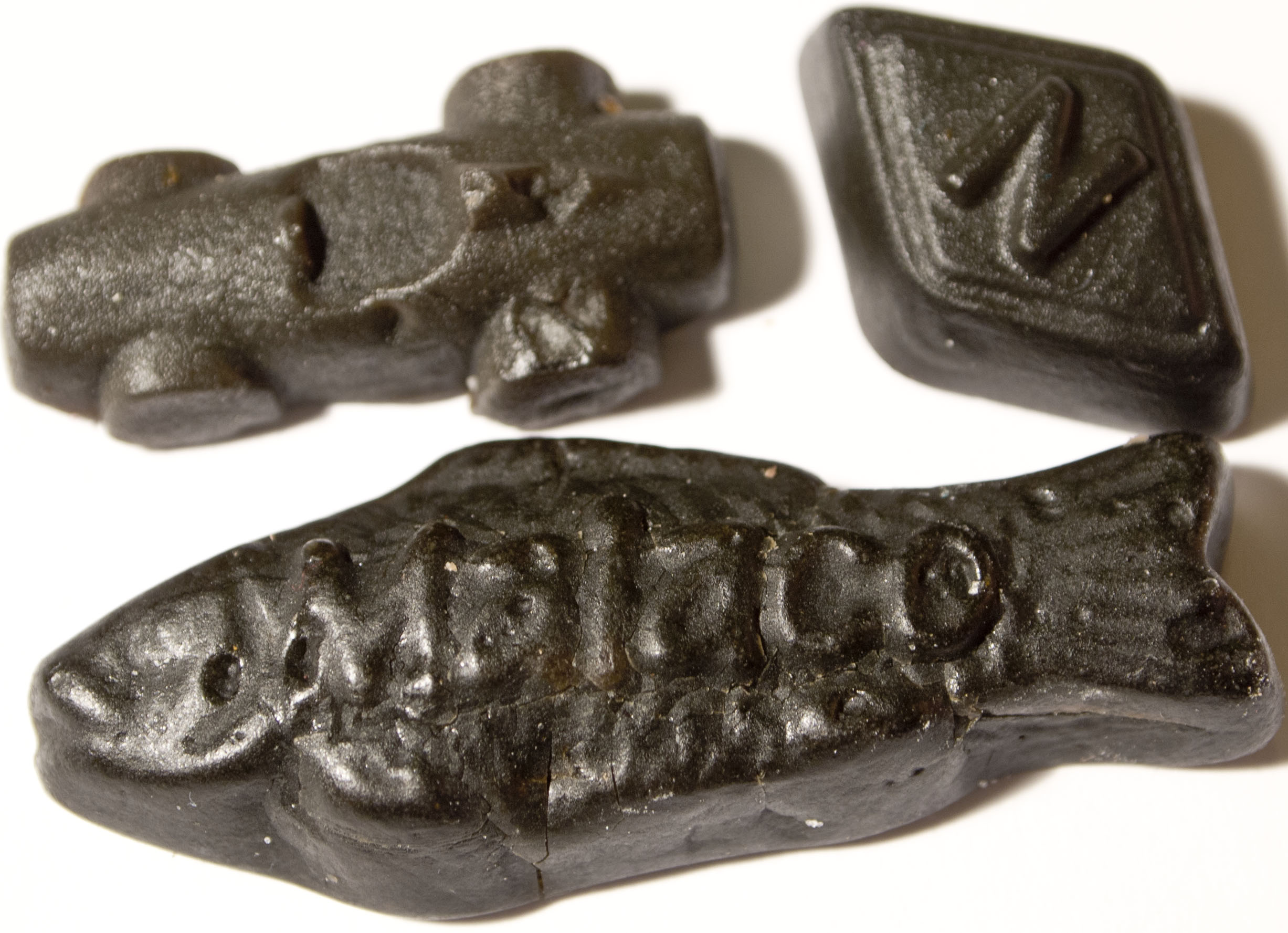
Salmiakki.

Petite boite en carton de bonbons finlandais au salmiak.

Salmiakki (en finnois, dérivé du suédois salmiak) est un terme désignant un type de friandise populaire dans les pays nordiques, l'Allemagne, l'Estonie, la Lettonie et les Pays-Bas, dont l'un des ingrédients principaux est le chlorure d'ammonium, NH4Cl. Celui-ci était connu sous le nom de sal ammonιacvm (sel d'Amon) en latin classique, avant de devenir sal-ammoniac dans une pharmacopée plus moderne. Cette molécule est un sel qui provoque une salivation plus forte que le sel de table (chlorure de sodium). Le mot salmiakki est également utilisé comme un raccourci pour désigner ce sel dans la liste des ingrédients.
Les salmiakit (nominatif pluriel) sont presque exclusivement au goût de réglisse, mais il existe cependant quelques variantes aux goûts de fruits. S'ils affectaient traditionnellement la forme d'un losange, il s'en trouve aujourd'hui de toutes sortes et de toutes apparences, avec des concentrations en chlorure d'ammonium plus ou moins élevées leur donnant un goût plus ou moins fort.
Ces bonbons sont aussi utilisés pour créer une version dite maison imitant de très près la boisson alcoolisée très populaire en Finlande sous le nom de Salmiakki Koskenkorva, appelée familièrement Salmiakkikossu : pour ce faire, les bonbons salmiakit sont dissous dans de la vodka afin d'obtenir un alcool à la robe noire de 32 degrés, alors que la version professionnelle de la liqueur emploie des pains de suc de réglisse ou de l'extrait naturel liquide avec divers adjuvants.

## Terminologie
Voici une liste des termes usuels selon les pays où il s'en trouve couramment : 
- salmiaak (en estonien) ;
- Salmiak (en allemand) ;
- saltlakrids (en danois) ;
- salmiak (en néerlandais) ;
- salmíak (en islandais) ;
- salmiakk (en norvégien) ;
- salmiaku (en letton) ;
- salty liquorice (en anglais) ;
- saltlakrits (en suédois).